# Luce Basseterre
Luce Basseterre, née en 1957 à Toulon, est une romancière, nouvelliste et autrice de science-fiction française.

## Biographie
Luce Basseterre est un pseudonyme choisi en hommage à son grand-père paternel, la majorité de ses écrits appartiennent au genre de la science-fiction, et plus particulièrement au space opera.
Dans le Le Chant des Fenjicks, un préquel de son roman La Débusqueuse de mondes sur les cybersquales, elle expérimente l'utilisation du langage épicène pour aborder la complexité d'une société complexe organisée selon le genre,,.
Luce Basseterre appartient au collectif « Aventuriers intérimaires »,regroupant une douzaine d'auteurs dont Anthony Boulanger, Eva Simonin, Jean Vigne, Lilie Bagage, Clémence Godefroy, Laurent Pendarias et Lucile Dumont qui développe depuis 2013 un projet transmédia comportant des romans et des jeux vidéo. Dans ce cadre elle co-scénarise le jeu vidéo « Aventurière intérimaire » en traitant les thématiques LGBT+ et écrit deux nouvelles pour l'univers étendu.

## Prises de positions
En 2022 elle est cosignataire d'une lettre de soutien pour Stéphanie Nicot,, directrice des Imaginales avec entre autres ïan Larue, Silène Edgar, Sylvie Lainé, Robin Hobb, Mélanie Guyard, Karine Gobled, Morgan of Glencoe, Christine Féret-Fleury, Estelle Faye, Sara Doke, Sylvie Denis, Marie-Catherine Daniel, Nadia Coste, Lucie Chenu, Sarah Buschmann, Charlotte Bousquet, et Anne Besson.
En 2023, à l'annonce de la reprise d'ActuSF par la société Pollen diffusion, Luce Basseterre émet un commentaire critique sur sa page Facebook.

## Œuvres

### Romans
- Les Enfants du passé, Voy'el, coll. Science-fiction, 2016  (ISBN 2364753473)[14] ; rééd. Le livre de poche no 36346, 2022  (ISBN 2253103306) ; rééd. numérique, Argyll (éditions), 2022
- La Débusqueuse de mondes, Mü éditions, 2017  (ISBN 979-10-92961-63-8)[15] ; rééd. Le Livre de poche no 35307, 2019  (ISBN 978-2-253-82016-1)
- Le Chant des Fenjicks, Mnémos, 2020  (ISBN 9782354087944)[16] ; rééd. Le Livre de poche no 37313, 2023  (ISBN 978-2-253-10334-9)

### Nouvelles
- Visite Fantôme, Les Éditions Mille Cent Quinze, 2018, 32 pages  (ISBN 979-10-97100-05-6)
- Bob, textile futé, Les Éditions Mille Cent Quinze, 2018, 32 pages  (ISBN 979-10-97100-20-9)
- « La maison fantôme », Bragelonne, coll. Brage fantastique, 2016[17].
- « Bienvenue à Sisko », Présences d'esprits n° 86, 2016.
- « Les plumes de l'imaginaire », Etherval n° 7, 2015.
- « Ceux qui sont restés » dans Dimension New York, Rivière Blanche, 2015[18].
- « Il suffit de passer le pont », Gandahar n° 3, 2015.
- « Bob » dans Robots, La Madolière, 2014.
- « Le synchromachintruc », Galaxie n° 32, 2014.
- « Entraves et découvertes », L'armoire aux épices, 2014.
- « Le chant des baleines » dans Créatures, La Madolière, 2013.

### Transmédia
- « L'affaire Henri Verne» ;
- « Je n'arrive pas à le croire ».